# Église des Saints-Apôtres de Florence
L'église des Saints-Apôtres (italien : chiesa dei Santi Apostoli) est une église catholique de style roman située dans le centre historique de Florence. Elle fait partie des plus anciennes églises de Florence.

## Histoire
L'église a été construite au XIe siècle et bien que remaniée aux XVe et XVIe siècles, elle est l'une des rares de la ville à avoir conservé ses caractéristiques du haut Moyen-Âge. La tradition rappelle que Michel-Ange a convaincu Bindo Altoviti, qui prévoyait d'élever le niveau du sol, non pas de reconstruire, mais de préserver l'église en l'état. Elle fait face à la Piazza del Limbo (place des Limbes ), ainsi nommée parce qu'à l'époque médiévale, elle abritait un cimetière pour enfants et nourrissons morts avant le baptême. Elle est adjacente au Palazzo Borgherini-Rosselli del Turco .
Une dalle sur la façade attribue sa fondation à Charlemagne et à son paladin Roland, en l'an 800, mais les érudits la datent du  XIe siècle. Un petit clocher a été ajouté par Baccio d'Agnolo au  XVIe siècle.
La façade simple, de style roman, possède un portail attribué à Benedetto da Rovezzano .

## Intérieur
Le plan, avec une nef et deux bas-côtés avec une abside semi-circulaire, montre encore des influences paléochrétiennes. Des colonnes de marbre vert de Prato avec des chapiteaux dépouillés d'anciens vestiges romains corinthiens proviennent probablement des thermes existants dans la région. Le plafond en bois richement décoré a été ajouté en 1333. Le passage central avec une mosaïque de l'édifice d'origine a  été restauré avec la contribution de familles florentines  Acciaioli et Altoviti . La zone absidiale a conservé son aspect roman. Les chapelles latérales datent du XVIe siècle.
À gauche de l'abside se trouve un tabernacle en terre cuite polychrome de Giovanni della Robbia. À droite de l'entrée se trouve le tombeau avec le buste d'Anna Ubaldi, mère du Gran Priore del Bene dont le buste a été sculpté par Giovanni Battista Foggini. La 2e chapelle à droite, la chapelle San Bartolomeo a été achevée au XVIe siècle. Le mur de droite possède un stuc représentant San Paolo, et sur le mur de gauche le monument sépulcral de Piero del Bene (1530).
Au bout de la nef au-dessus de la porte qui mène à la salle Canonique se trouve le monument sépulcral de Bindi di Stoldo Altoviti (Bindo Altoviti) (1570) avec une statue de la Foi et deux putti réalisés par les disciples de Bartolomeo Ammannati. Sur l'abside se trouve le monument d'Antonio Altoviti et le buste de Charlemagne de Giovanni Battista Caccini. Sur la nef gauche se trouve le monument à Oddo Altoviti (1507-1510 par Benedetto da Rovezzano. La 4e chapelle sur la gauche a un retable avec l' adoration des bergers et sur le mur, l' archange Raphaël avec Tobias et l'apôtre Saint André (v. 1560 par Maso da San Friano. La 3e chapelle sur la gauche a un archange Michel bat Lucifer  du XVIe siècle par Alessandro Fei, la 2e chapelle a des fresques représentant la gloire de San Giovanni di Chantal par Matteo Bonechi. La première chapelle a une Madone, un enfant et des anges une copie d'un Paolo Schiavo ç l'origine sur la façade de l'église,.
L'église abrite trois silex (Pietre del Santo Sepolcro) présumés du Saint-Sépulcre de Jérusalem. Ceux-ci auraient été utilisés pour allumer les lampes du tombeau lorsque Jésus a été enterré. La tradition veut qu'ils aient été acquis en 1101 par Pazzino dei Pazzi, qui figure parmi les premiers chrétiens qui ont escaladé les murailleslors de la prise de Jérusalem pendant la première croisade. Dès lors, les Pazzi ont inclus une coupe flamboyante dans leurs armoiries. Les silex sont liés à la cérémonie du Scoppio del Carro et à l'allumage des feux d'artifice du Portafuoco après une messe de célébration.

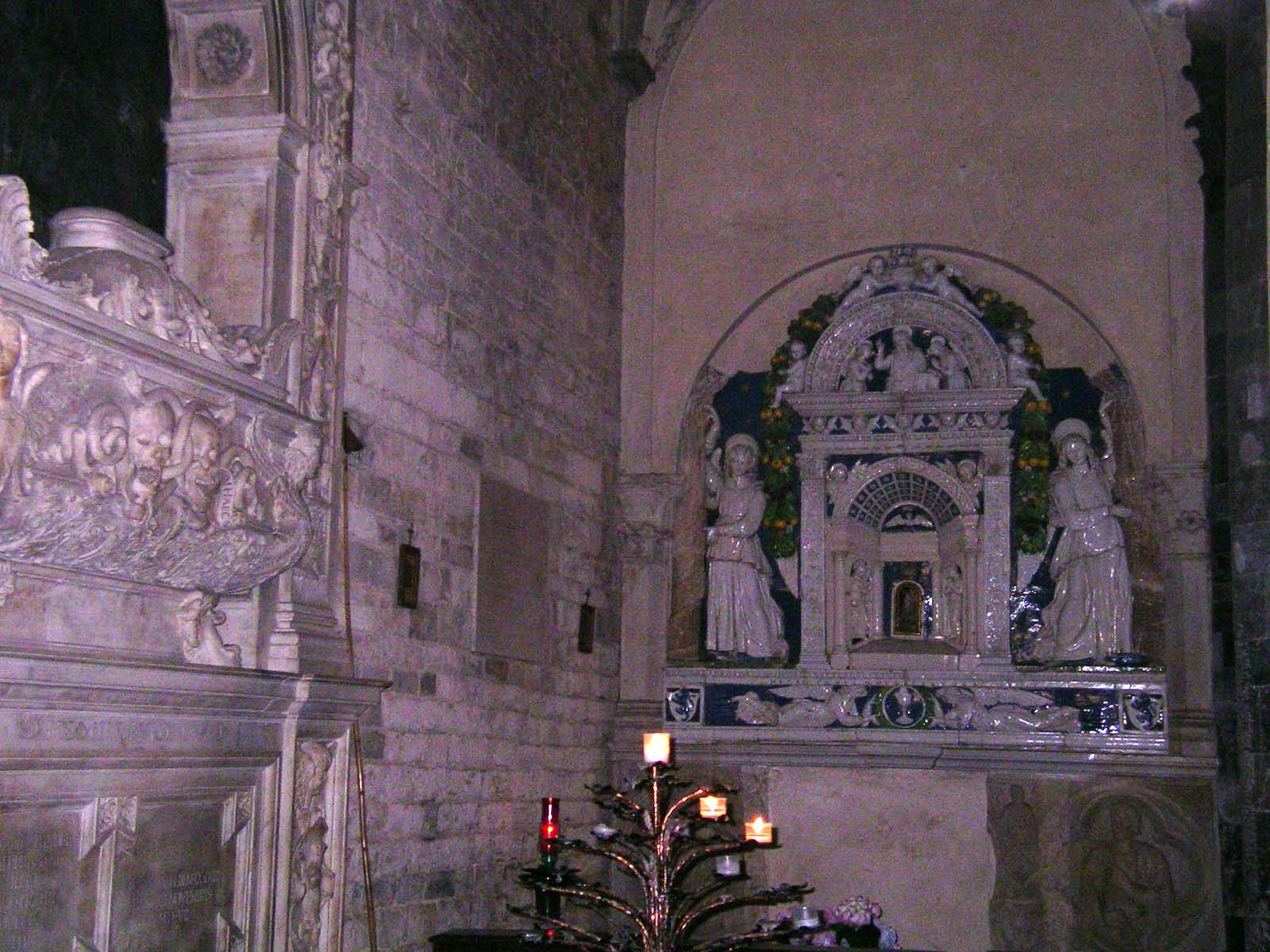
Le tabernacle de Giovanni della Robbia et le tombeau d'Oddo Altoviti.
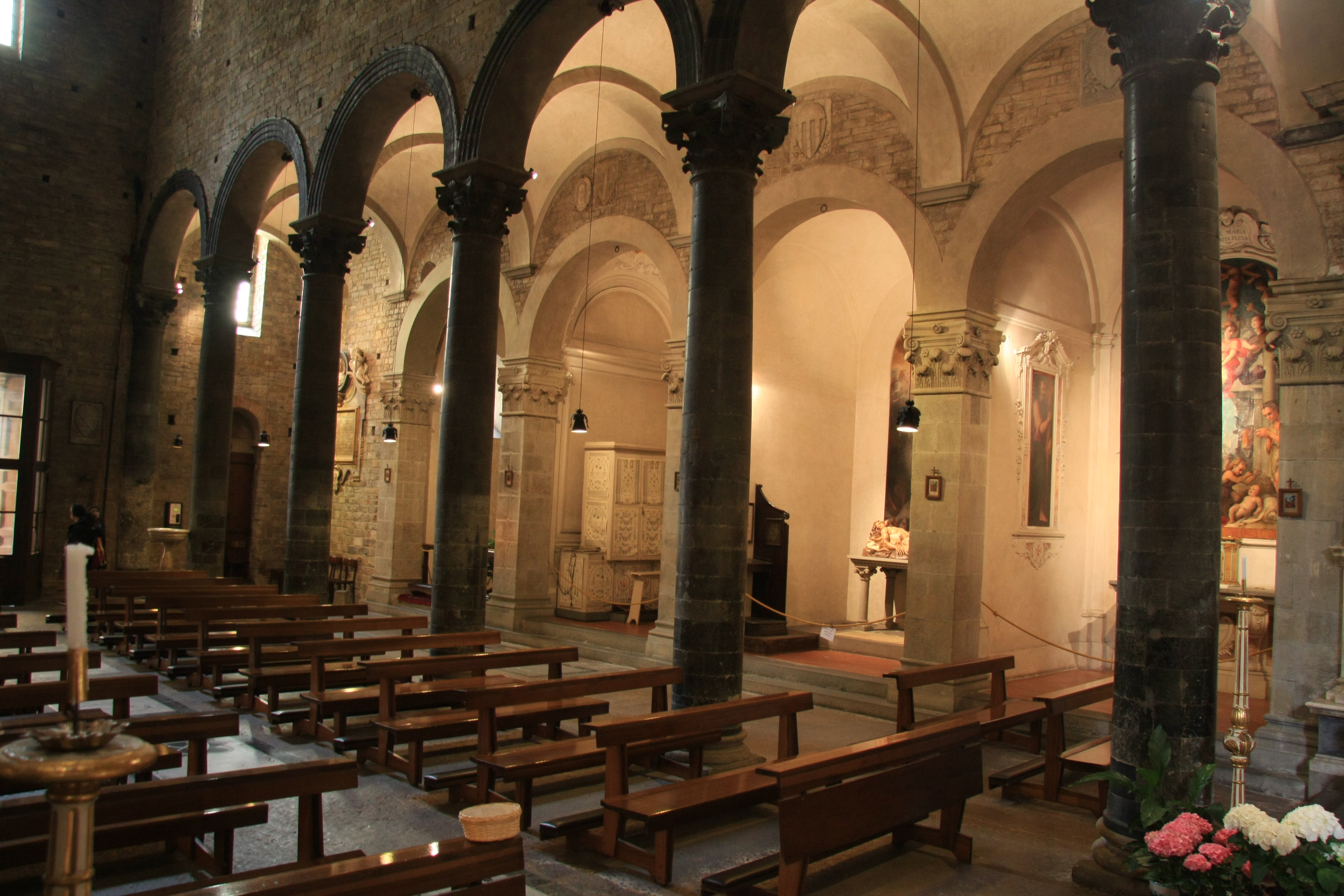
Intérieur de Santi Apostoli